# Apogonia rufobrunnea
Apogonia rufobrunnea är en skalbaggsart som beskrevs av Moser 1915. Apogonia rufobrunnea ingår i släktet Apogonia och familjen Melolonthidae. Inga underarter finns listade i Catalogue of Life.